# Джарджис

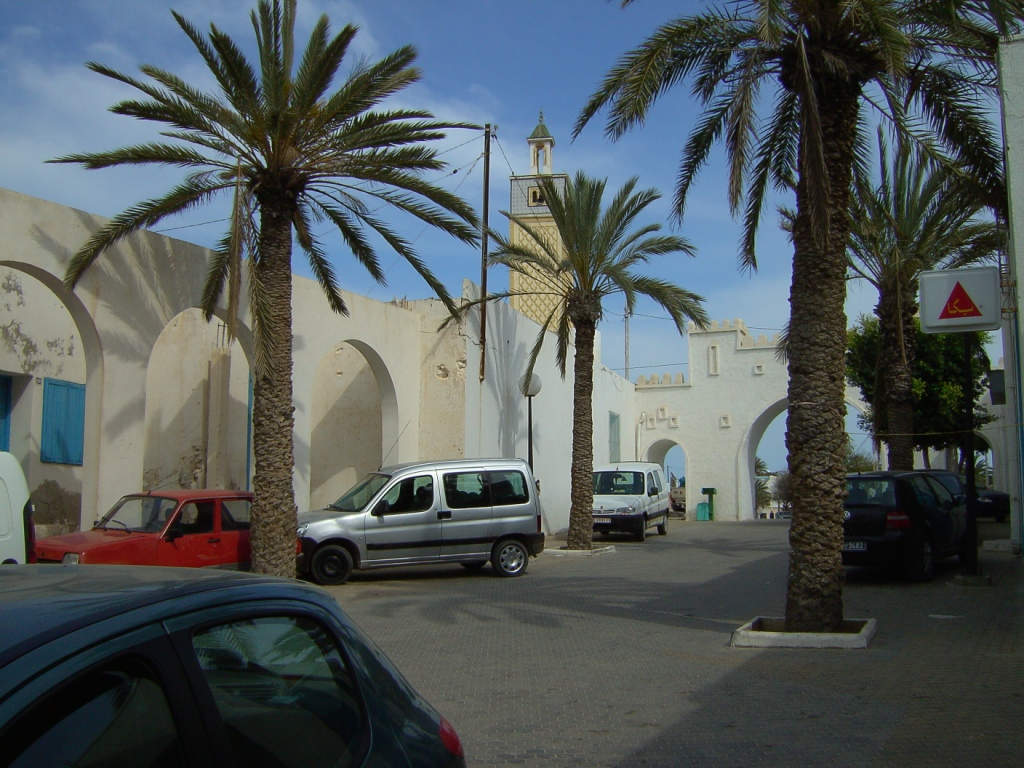

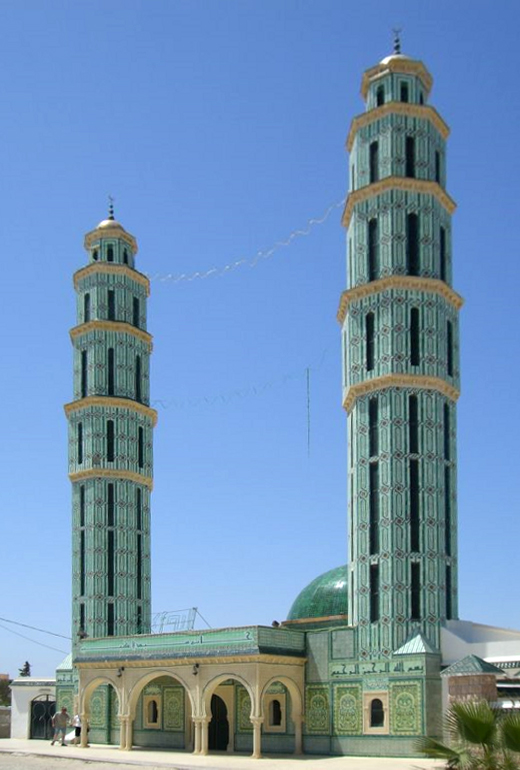

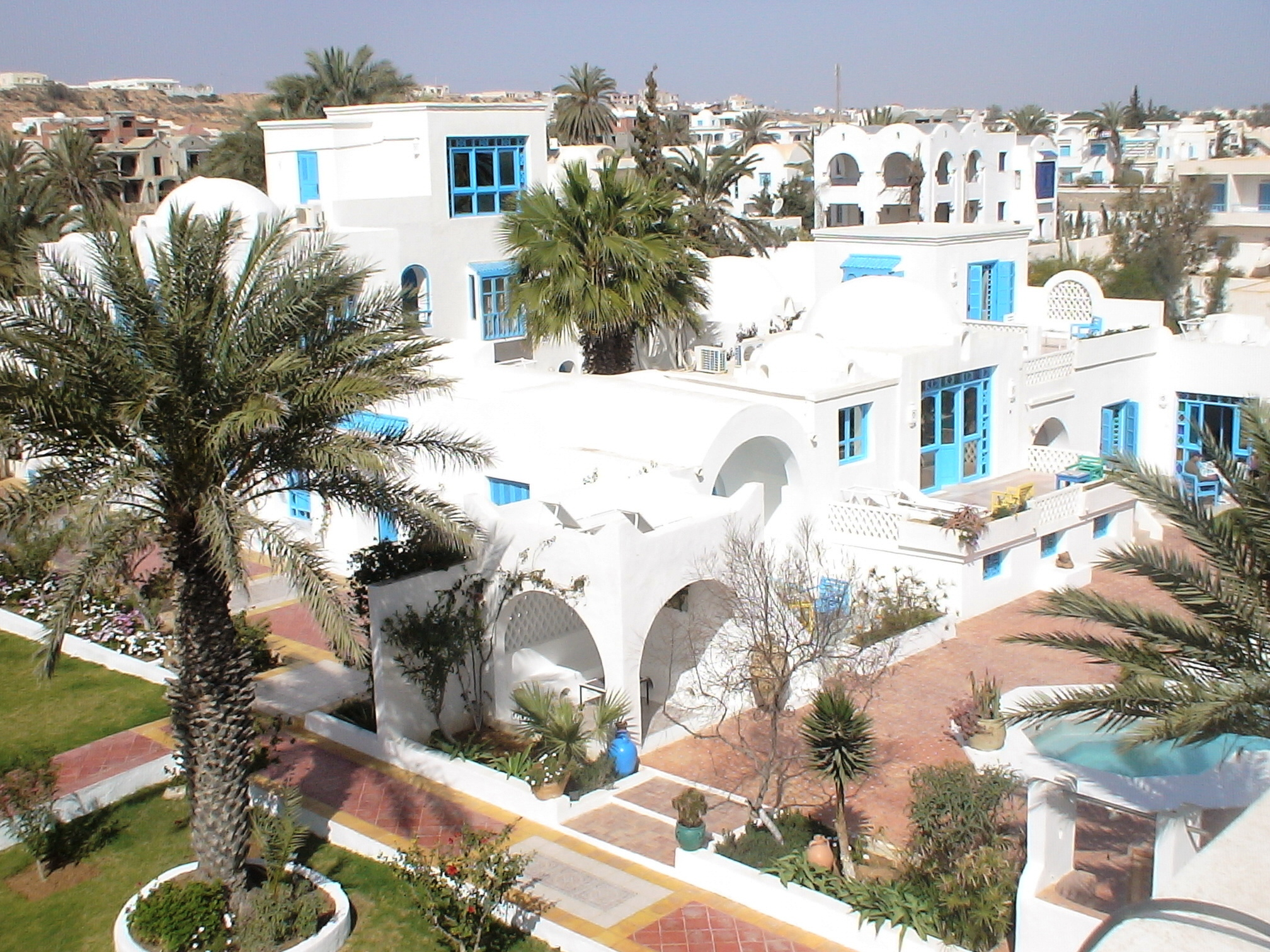

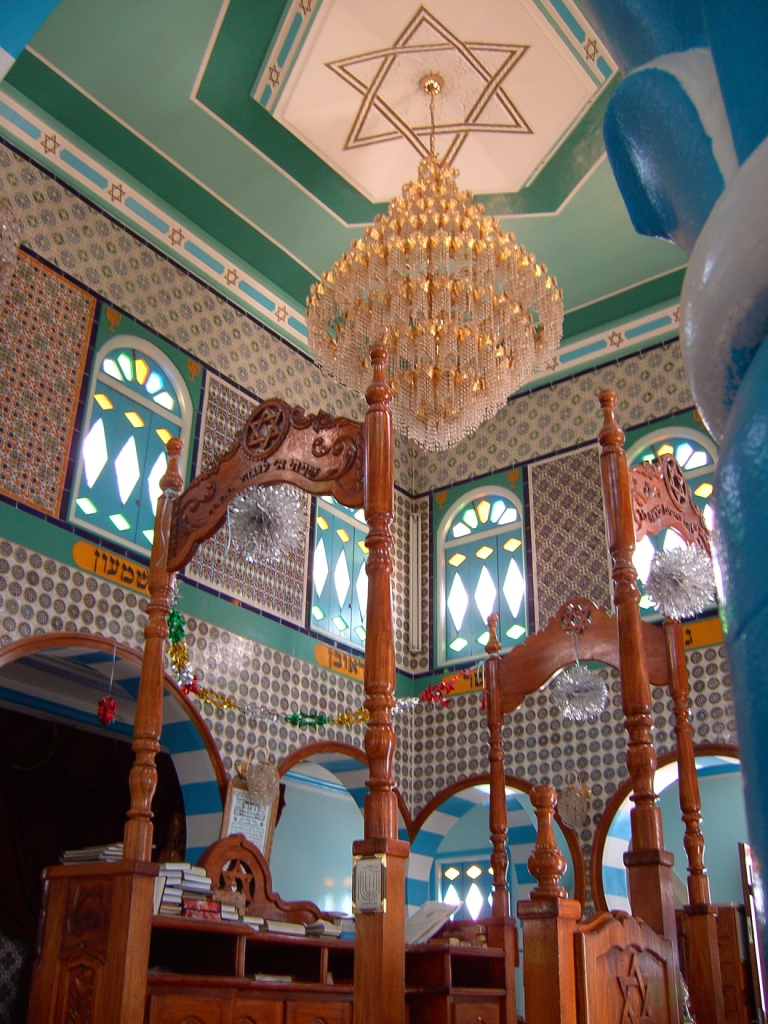
Интерьер синагоги в Зарзисе

Джарджис (Зарзис) (араб. جرجيس‎) — город на юго-востоке Туниса (вилайет Меденин) на побережье Средиземного моря.
Благодаря преимущественно сухой и солнечной погоде город пользуется популярностью у туристов. Это крупный и оживлённый порт, известный со времён Карфагена.
Ранее в городе была крупная еврейская община; большая часть евреев покинула город после 1956 года.